# 辛基南
辛 基南（シン・ギナム、朝鮮語: 신기남、1952年10月16日 - ）は、大韓民国の弁護士、人権活動家、政治家、小説家、元海軍軍人。第15・16・17・19代韓国国会議員、元ヨルリンウリ党議長・代表。本貫は寧越辛氏。号は磨石、小説家としての筆名はシン・ヨン。キリスト教徒。

## 経歴
全羅北道南原に生まれたが、父の仕事により小学校の時代からソウルに定住した。京畿中学校、京畿高等学校、ソウル大学校法科大学卒業、同大学院修了。卒業後は海軍将校（戦闘兵科）となり、復員後は司法試験に合格し弁護士を務め、ソウル地方弁護士会人権委員・総務理事を歴任した。KBS-TVの番組『汝矣島法廷』、MBC-TVの番組『生放送 辛弁護士』で進行役を4年間務めたほか、1996年の第15代総選挙では新政治国民会議の公認でソウル江西区甲選挙区から出馬し初当選した。以降新千年民主党、ヨルリンウリ党、新政治民主連合の公認で同じ選挙区から合計4選され、未婚母子保護団体、非行青少年保護団体、韓国図書館協会、顔奇形子供支援団体の会長も歴任した。ヨルリンウリ党の設立を主導し、議長・代表を経て、新進歩連帯常任顧問、国会情報委員会委員長、大統領所属図書館情報政策委員会委員長、弁護士、より良い民主主義研究所理事長を歴任した。なお、2009年には新宗教の摂理の教祖・鄭明析による女性信徒への性的暴行事件の弁護人団に名を連ねたため、元与党の代表を務めた人として、お金のためになんでもするのは不適切ではないかと批判された。また、辛は2015年11月の議員在任中、息子がロースクールの卒業試験で落ちた後、そのロースクールの院長に直接面会したため、学校側に圧力をかけて「救済措置」を議論したという職権濫用の疑いが提起されたが、本件に対して検察側は2017年に無嫌疑処分を出した。
2016年に政界から引退し、2019年にシン・ヨンという名前で恋愛小説家デビューをした。2022年までに『ドゥブロヴニクで会った人』（<두브로브니크에서 만난 사람>）と『マヨルカの恋人』（<마요르카의 연인>）の長編小説2作を発表した。

## 親族
2004年、解放後に警察官を務めた父親の辛相黙は日本統治時代に日本軍憲兵として朝鮮人を拷問したことが報じられたため、当時与党・ヨルリンウリ党議長を務めていた辛基南はこの件について光復会に謝罪し、急遽党議長を辞退した。また、2015年に民主党の洪永杓議員の祖父やセヌリ党代表の金武星の父親の親日派疑惑が報道されたとき、2001年4月に「親日残滓清算特別法」の制定を提案した時は父親が親日疑惑に巻き込まれたことを全く思わなかったと言い、2005年に「親日派財産没収法」が国会で通過した際、すでに他界した父親はどんな心境であっただろうと考えたと言った。
トロット歌手のシン・インソンは息子。同じくトロット歌手のシン・ギチョルは兄である。